# Ghoramara
Ghoramara of Ghoramara Island is een Indiaas eiland in de monding van de rivier Hooghly in de Golf van Bengalen. Het eiland is 13 vierkante kilometer groot en ligt ten noorden van het grotere Sagar Island.
De mangrovebossen die van oudsher aan de oevers groeiden van het eiland en deze oevers beschermden, zijn voor een groot deel gekapt. Dit zorgt voor erosie en brengt het voortbestaan van het eiland in gevaar. De bevolking is gekrompen van 40.000 naar 3.000 doordat een groot deel is verhuisd naar Sagar Island of het vasteland van West-Bengalen.